# تیگلک تپه
تیگلک تپه در شهرستان کلاله، روستای چاتلی چارلی واقع شده و این اثر در تاریخ ۲۲ تیر ۱۳۷۹ با شمارهٔ ثبت ۲۷۲۶ به‌عنوان یکی از آثار ملی ایران به ثبت رسیده است.